# Ferdinand Porsche
Ferdinand Porsche (Maffersdorf, 3 settembre 1875 – Stoccarda, 30 gennaio 1951) è stato un ingegnere e imprenditore austriaco naturalizzato tedesco, noto per aver fondato la casa automobilistica Porsche e aver creato, su richiesta di Adolf Hitler, il celebre modello Volkswagen, conosciuto in seguito come Maggiolino, da cui nascerà la casa automobilistica tedesca Volkswagen.

## Biografia

### Gli inizi

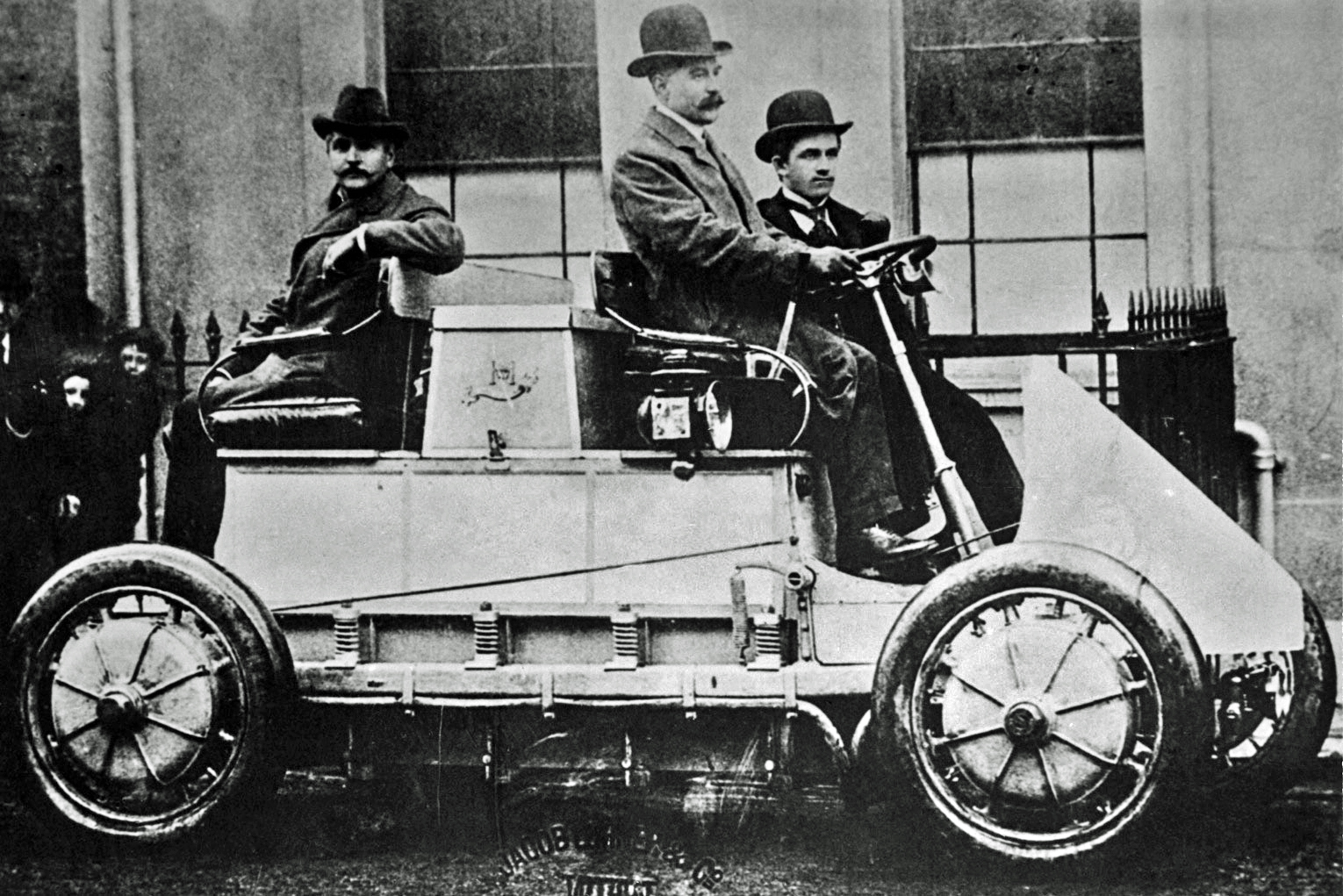
La Lohner-Porsche

Ferdinand Porsche nasce nel 1875 a Maffersdorf (oggi Vratislavice nad Nisou, nella Boemia settentrionale, a quel tempo impero austro-ungarico) in una famiglia cattolica, ma di costumi calvinisti. Dopo aver frequentato la Staatsgewerbeschule, scuola professionale di Liberec, nel 1898 si trasferisce nella Vienna della belle époque. Qui lavora prima presso la "Béla Egger Electrical Company" e successivamente presso la "k.u.k-Hofwagenfabrik Jakob Lohner & Co." di Floridsdorf; quest'ultima produceva carrozze per la casa imperiale, oltre che per i reali di Norvegia, Svezia e Romania.
"Il momento è cruciale: a cavallo del secolo l'Europa è in una fase di forte modernizzazione e l'automobile è sul punto di spiccare il volo per diventare uno strumento della vita quotidiana"; trampolino di lancio fu l'Esposizione Universale di Parigi del 1900, dove venne presentata la "Semper Vivus Lohner-Porsche", primo veicolo ibrido nonché a trazione integrale della storia, dotato di un motore a combustione interna e di un motore elettrico su ciascuna ruota (da notare che all'epoca Porsche non aveva ancora un titolo di studio universitario).

### I primi successi
Nel 1906 Porsche è nominato Direttore Tecnico presso la Austro-Daimler di Wiener Neustadt, dove progetta un'auto con la quale vince una gara di durata per vetture turismo: sarà la prima di una lunghissima serie di vittorie in tutto il mondo per i veicoli progettati e poi costruiti da Porsche.
Con la sua automobile riesce a raggiungere i 140 km/h, velocità notevole all'epoca, grazie anche alla particolare aerodinamica affusolata.
Durante tale periodo, denso di progressi tecnici anche per via delle vicende belliche della prima guerra mondiale, Ferdinand Porsche progetta tra l'altro anche motori per aeroplani e trattori industriali.
Nel 1917 Ferdinand Porsche è nominato Direttore Generale della Austro-Daimler e nel 1922 presenta la "Sascha" (auto da competizione, 1.100 cm³ di cilindrata e propulsore a 4 cilindri) che, lo stesso anno, corre alla celeberrima Targa Florio, ottenendo le prime due posizioni nella propria classe.
Nel 1923 è assunto alla Daimler-Motoren-Gesellschaft di Stoccarda come Direttore Tecnico e membro del Consiglio d'Amministrazione; ben presto si occupa della Mercedes sovralimentata con compressore, vettura che ottiene la vittoria assoluta alla Targa Florio.
Lo stesso anno la Technische Hochscule di Stoccarda gli conferisce la laurea honoris causa in ingegneria per via dei grandi meriti ingegneristici.
Nel 1929 Porsche ritorna in Austria come Direttore Tecnico della Steyr-Werke AG, dove resta per soli due anni. Finalmente, nell'aprile del 1931, Porsche corona il proprio sogno, fondando lo studio di progettazione e ingegneria Dr. Ing. h.c. F. Porsche GmbH a Stoccarda, nucleo originario dell'azienda Porsche, in cui ben presto inizierà a fornire il proprio importante contributo il figlio Ferry.

### Gli anni '30 e il periodo bellico
Nel 1932 Porsche lavora ad un nuovo ambizioso progetto, la Auto Union P-Wagen: monoposto da Gran Premio, monoscocca in lega di alluminio e motore 16 cilindri a V, un veicolo estremamente innovativo, potente e sofisticato, che vincerà le competizioni in tutta Europa negli anni successivi, stabilendo tra l'altro il record di velocità, sull'autostrada Francoforte-Darmstadt, superiore ai 400 km/h.
Nel 1933 si ha l'avvento al potere in Germania di Adolf Hitler; uno dei progetti più importanti del Führer prevedeva la creazione di una "macchina del popolo" (in tedesco Volks Wagen) che non costasse più di 1000 marchi, in modo da essere alla portata dello stipendio di un operaio. Era l'inizio della motorizzazione di massa del paese, ad imitazione di quanto già avvenuto negli Stati Uniti d'America con la Ford T.
Hitler espose tale progetto a Porsche, a quanto sembra iscritto al partito nazista.
Nel 1938 Porsche progettò il celeberrimo modello conosciuto come Maggiolino, la cui produzione presso lo stabilimento appositamente costruito di Wolfsburg portò alla nascita della futura maggiore casa automobilistica europea.
Un anno dopo realizzò un prototipo sfruttando la base del Maggiolino, la Porsche Type 64, prima vettura a portare il suo cognome.

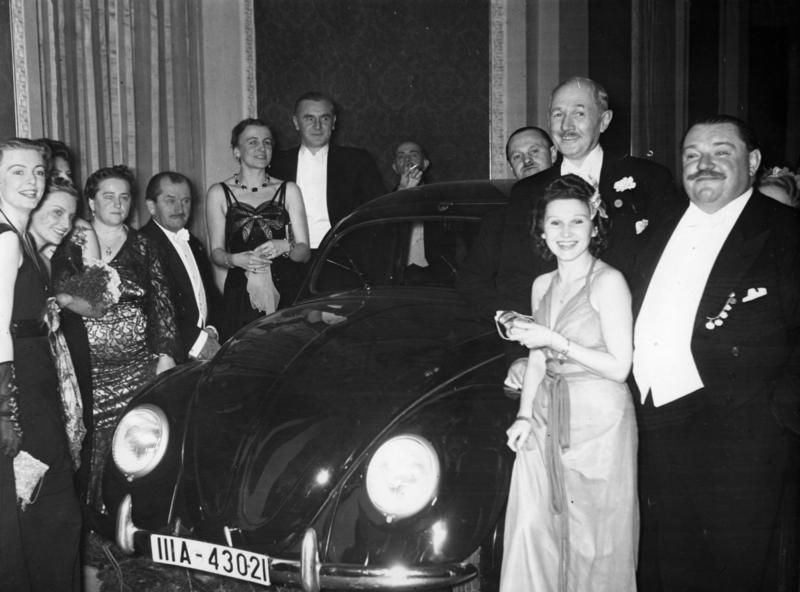
Ferdinand Porsche (quarto da sinistra) e la prima Volkswagen

Iniziata la seconda guerra mondiale, il prezioso patrimonio di conoscenze e intuizioni di Porsche venne sfruttato dal partito nazista a fini bellici: Ferdinand infatti progettò il carro VK 3001 (P), ordinato in tre prototipi, l'unico dei quali fu prodotto nell'ottobre del 1941, e il carro Panzer VI Tiger (P) (SdKfz 181 Ausf P), di cui furono costruiti 90 scafi, successivamente utilizzati per il cacciacarri Elefant, detto anche Ferdinand in onore di Porsche. Progettò inoltre una versione militare derivata dal Maggiolino, la celebre Volkswagen Kübelwagen prodotta in migliaia di esemplari ed utilizzata su tutti i fronti del conflitto mondiale dai tedeschi, ed una versione anfibia della stessa, la Volkswagen Schwimmwagen.
Va inoltre sottolineato che nel 1944 gli uffici Porsche vennero trasferiti nella cittadina austriaca di Gmünd (Carinzia) per sfuggire ai bombardamenti degli alleati su Stoccarda.

### Gli ultimi anni
Nel novembre 1945 Porsche venne catturato con uno stratagemma dai militari francesi e incarcerato con l'accusa di collaborazionismo; scontò quindi circa 20 mesi di prigionia in Francia, probabilmente al fine di estorcergli progetti da utilizzare nell'industria dell'automobile; grazie all'intervento di Piero Dusio (il quale pagò la cauzione in cambio del progetto della nuova Cisitalia da Formula 1), Porsche poté finalmente fondare presso una vecchia segheria di Gmünd una fabbrica di automobili che portava il suo nome: era il giugno 1948. La produzione, rigorosamente a mano, nei primi tempi era di pochissimi veicoli, che vennero denominati Porsche 356 (dal numero del progetto): fu l'inizio dell'epopea industriale e sportiva del celebre marchio Porsche.
All'inizio del nuovo decennio la sede della società venne nuovamente trasferita in Germania, nel quartiere di Stoccarda chiamato Zuffenhausen, dove ancora oggi si trova la Porsche AG.
Ferdinand Porsche morì di infarto il 30 gennaio 1951 a Stoccarda, secondo alcuni anche in seguito ai postumi della prigionia sotto i francesi.
Nel 1987 Ferdinand Porsche è stato inserito nell'Automotive Hall of Fame per i suoi eccezionali meriti nel campo dell'automobile.

### Vita privata
Dalla moglie Aloisia Johanna Kaes ebbe due figli, Louise (1904-1999) e Ferdinand Anton Ernst (1909-1998), detto "Ferry", che lo affiancò sin dagli anni trenta e, in seguito alla morte, lo sostituì alla guida dell'azienda di famiglia.
Alla sua morte Ferdinand divise equamente il patrimonio tra i due eredi, scelta che venne così commentata dal figlio: "Sarebbe stato più giusto se mio padre avesse seguito l'esempio dei Rothschild: uno prende la responsabilità, l'altro esegue le decisioni".
Dal matrimonio della figlia Louise con l'avvocato viennese Anton Piëch nacquero quattro figli, Ernst, Louise, Ferdinand, nominato nel 1999 manager automobilistico del secolo, e Hans-Michel.